# Jacques Kinnaer
Jacques Kinnaer (né en 1966[réf. nécessaire]) est un égyptologue belge diplômé de l'université catholique de Louvain en 1988.

## Biographie
Jacques Kinnaer est né en 1966 d'Émile Kinnaer et Maria Hendrickx. Son épouse est Conny Smeets.
Kinnaer a étudié l'égyptologie à l'université de Louvain de 1984 à 1988 et a suivi les cours du professeur Jan Quaegebeur. Il a obtenu sa maîtrise en égyptologie à l'université de Louvain et a suivi les cours complémentaires des professeurs Jean-Marie Kruchten et Philippe Derchain.
Il s'est spécialité dans l'étude et la publications de hiéroglyphes et la décoration des temples égyptiens de l'époque gréco-romaine.
Il a publié plusieurs articles sur l'Égypte antique dans des revues scientifiques et de vulgarisation scientifique. Il est le créateur du site The Ancient Egypt en 1997.
Il est l'initiateur du Protect Egyptian Cultural Heritage, un site internet qui diffuse rumeurs comme informations vérifiées afin de tuer dans l'œuf toute velléité de vente d'objets volés lors de la révolution égyptienne de 2011.